# Kurt Böhme (Politiker)
Kurt Böhme (* 6. Mai 1913 in Deuben; † 4. Juni 1991 in Chemnitz) war ein deutscher KPD- und SED-Funktionär, Widerstandskämpfer gegen den und Verfolgter des Nazismus sowie Offizier in der Kasernierten Volkspolizei und Nationalen Volksarmee der DDR. Er war der erste 1. Sekretär der SED-Gebietsleitung Wismut und zeitweilig Militärattaché in der UdSSR.

## Leben
Kurt Böhme wurde als Arbeitersohn geboren. Seit der Schulzeit gehörte er den Roten Jungpionieren an. Nach der Volksschule absolvierte er ab 1927 zunächst eine Ausbildung zum Tischler. Ein Jahr später musste Böhme die Lehre wegen Differenzen mit seinem Meister abbrechen. 1928 wechselte er in den Kommunistischen Jugendverband Deutschlands und arbeitete nach seiner Entlassung als Hilfsarbeiter in einer Freitaler Glasfabrik. Ab Sommer 1929 fungierte Böhme für einige Zeit als politischer Leiter des KJVD-Unterbezirks Freital. In dieser Funktion gehörte er einer Delegation des KJVD an, die sich von November 1929 bis zum Februar 1930 anlässlich der Feierlichkeiten zum 10. Jahrestag der Kommunistischen Jugendinternationale in der Sowjetunion aufhielt. Nach seiner Rückkehr wurde er im März 1930 in die Kommunistische Partei Deutschlands aufgenommen und gehörte ab April/Mai des gleichen Jahres bis zum September 1932 zum engeren Zirkel der KPD-Bezirksleitung Sachsen. In dieser Zeit arbeitete er zunächst vom März bis Juni 1930 als Hilfsarbeiter in den Hainsberger Metallwerken, anschließend nahm er immer wieder kurzfristige Beschäftigungen in verschiedenen Baubetrieben an, unterbrochen durch längere Zeiten von Arbeitslosigkeit.
Zwischen September und Dezember 1932 saß Böhme wegen Rädelsführerschaft bei einer Erwerbslosenaktion erstmals im Gefängnis. Mit dem Verbot der KPD und ihrer Organisationen 1933 konnte Böhme nunmehr nur noch illegal politisch tätig sein. Er verteilte illegale Schriften, kassierte Mitgliedsbeiträge und verbreitete Nachrichten des Moskauer Rundfunks. Als Leiter des KVJD in Freital wurde er am 1. Mai 1933 verhaftet und misshandelt und bis zum 13. Juli 1933 im KZ Hohnstein in Schutzhaft genommen. Anschließend wurde er für drei Monate zum Freiwilligen Arbeitsdienst verpflichtet. Nach Jahren der Arbeitslosigkeit arbeitete Böhme von September bis November 1936 als Hilfsarbeiter bei der Deutschen Reichsbahn, nahm aber weiterhin an der illegalen politischen Tätigkeit teil. Aus diesem Grund wurde er am 30. November 1936 erneut verhaftet und zunächst für sechs Monate in Untersuchungshaft genommen. Am 8. Juni 1937 wurde er im Prozess Gegen Richter und andere vom 3. Strafsenat des OLG Dresden wegen Vorbereitung zum Hochverrat zu 4 Jahren Zuchthaus verurteilt. Die Strafe verbüßte Böhme im Zuchthaus Zwickau. Nach seiner Entlassung im Dezember 1940 arbeitete Böhme bis zum April 1944 als Möbelpolierer und Hilfstischler wieder in Freital, unterbrochen von kurzzeitiger Haft im Polizeigewahrsam zwischen Februar und März 1941. Ab April 1944 bis Kriegsende musste der an sich wehrunwürdige Böhme seinen Dienst in einem Bewährungsbataillon der Organisation Todt unter anderem in Frankreich ableisten.
Nach Kriegsende wurde Böhme im Mai 1945 zunächst als Amtsleiter des Freitaler Arbeitsamtes von der sowjetischen Besatzungsmacht eingesetzt. Bereits im Juli 1945 erhielt er eine hauptamtliche Parteifunktion in der KPD-Kreisleitung Freital, zunächst als Abteilungsleiter, später als Sekretär. Im November 1945 delegierte ihn die KPD an die Landesparteischule Sachsen, wo er bis Februar 1946 an einem Lehrgang teilnahm. Anschließend arbeitete bis Ende April 1946 in der personalpolitischen Abteilung der KPD-Bezirksleitung Sachsen. Diese hieß mit der Zwangsvereinigung von SPD und KPD SED-Landesvorstand Sachsen. In diesem war Böhme bis zum Oktober 1947 in der wichtigen Kaderabteilung tätig.
Im Oktober 1947 wurde Kurt Böhme zusammen mit den drei anderen sächsischen Kommunisten Ernst Wabra, Herbert Pomp und Robert Kessler, dem Vater von Heinz Keßler als Sonderbevollmächtigte des sächsischen SED-Landesvorstandes bei der im Frühsommer 1947 gegründeten Wismut-AG eingesetzt. Nachdem die SED sich die Entwicklung des sowjetischen Uranabbaus im Erzgebirge zunächst eher abwartend angeschaut hatte, sollten ihre Mitglieder nun als eine Art Elite unter den Bergleuten die Wismut-Kumpel führen. Um diese Parteimitglieder zu führen, wurde von den vier Sonderbevollmächtigten die Betriebsparteiorganisation Erzgebirge gegründet, die Ende 1947 in Kreisparteiorganisation Aue II umbenannt wurde und neben der regulären SED-Kreisleitung Aue existierte. Da ihre Gründung erst nach dem Vereinigungsparteitag der SED im April 1946 erfolgte, wurde die Organisationseinheit auch nicht paritätisch besetzt, sondern nur mit ehemaligen KPD-Mitgliedern. Als Vorsitzender dieser Kreisparteiorganisation wurde Kurt Böhme eingesetzt. In der Folge entwickelten sich nicht unerhebliche Schwierigkeiten, da die Wismut-Funktionäre zum einen den Kontakt mit den örtlichen SED-Organen nur auf ein Mindestmaß beschränkten und zum anderen auf Kosten einer schnellen Erhöhung der Mitgliederzahl der SED innerhalb der Wismut-Kumpel vermehrt ehemalige NSDAP-Mitglieder in die SED aufgenommen wurden. Zudem entwickelten die obersten Parteifunktionäre vor allem in Gestalt von Böhme zunehmend ein Elitedenken, zu dem sie sich in dem sowjetischen Betrieb quasi berufen fühlten. Sie zeichneten sich durch besondere Linientreue aus, Entscheidungen der sowjetischen Führung wurden rigoros umgesetzt und Kritiker aus dem eher sozialdemokratisch geprägten Milieu schonungslos bekämpft. Es entwickelte sich im Laufe der Jahre durch die Sonderstellung der Wismut eine Abschottung von anderen Parteiorganisationen und damit zunehmender Unmut in der sächsischen SED. Böhme musste sich Vorwürfe vom Landesvorstand gefallen lassen, dass er die mittlerweile im Chemnitzer Stadtteil Siegmar-Schönau beheimatete Kreisleitung Aue II wie ein Vorsitzender einer Bruderpartei oder gar einer Partei in der Partei führte. Dennoch prallte diese Kritik durch die Unterstützung der Wismut-Generaldirektion an Böhme zunächst ab, der Zweck heiligte die Mittel. Es ging sogar so weit, dass den Selbständigkeitsbestrebungen insofern stattgegeben wurden, als dass die Kreisleitung Aue II aus der Unterstellung unter die Landesvorstände von Sachsen und Thüringen Anfang 1950 herausgelöst und direkt dem Parteivorstand der SED unterstellt wurde. Nunmehr hatte sie den gleichen Status wie ein SED-Landesvorstand bzw. später eine SED-Bezirksleitung, was deren 1. Sekretär Kurt Böhme auf eine Stufe mit viel bedeutenderen SED-Funktionären wie Kurt Bürger oder Erich Mückenberger stellte. Folgerichtig wurde Böhme auf dem III. Parteitag der SED 1950 auch als Kandidat des ZK der SED gewählt, dem er bis 1954 in dieser Funktion angehörte. Unter Böhmes Leitung wurde die Stalinisierung der Wismut vorangetrieben und die vom ZK der SED initiierten Säuberungswellen in der Wismut rigoros umgesetzt. Dennoch erregte Böhmes Treiben zunehmend Missfallen. Nachdem bereits 1950 Ernst Wabra ein Fernstudium an einer Parteihochschule aufgenommen hatte, Herbert Pomp im Juli 1951 eine Parteistrafe erhielt, wurde auch Böhme im März 1951 von seiner Funktion entbunden.
Anschließend wurde er auf einen Einjahreslehrgang an die Parteihochschule der KPdSU nach Moskau delegiert. Nach seiner Rückkehr setzte ihn das ZK der SED zunächst von April bis Juni 1952 als Instrukteur des ZK in der SED-Stadtleitung Rostock ein. Anschließend wurde Böhme zur neu aufgestellten Kasernierten Volkspolizei (KVP) delegiert. Im Range eines Obersts bekleidete er zunächst die Funktion des Stellvertreters des Chefs der Politischen Verwaltung für ideologische Fragen. Bemerkenswert ist dabei die sofortige Einstufung des bis dahin ungedienten Böhme als Oberst der KVP. Erst 1955 besuchte er einen Einjahreslehrgang an der Hochschule für Offiziere in Dresden, wo ihm militärische Grundkenntnisse vermittelt wurden. Nach Ende dieses Lehrgang, nunmehr war die NVA geschaffen worden, besetzte Böhme für zwei Jahre die Dienststellung des Leiters der Politverwaltung des neu geschaffenen Militärbezirks V mit Sitz in Neubrandenburg. Im September 1958 wechselte Böhme den Militärbezirk, er wurde Stellvertreter des Chef des Stabes für Organisation im Militärbezirk III, eine für Politoffiziere eher ungewöhnliche Stabsverwendung. 1959 wurde Böhme in den Hauptstab der NVA nach Strausberg versetzt, wo er als Stellvertreter des Chefs des Hauptstabes der NVA für allgemeine Fragen fungierte. Mit Wirkung vom 1. August 1961 wurde Böhme zum Militärattaché an die Botschaft der DDR in Moskau berufen. Er löste Gottfried Grünberg in dieser Funktion ab. Diese Stellung ist als Höhepunkt von Böhmes NVA-Karriere anzusehen und hätte in der darauffolgenden Zeit normalerweise eine Ernennung zum Generalmajor zur Folge gehabt. Böhme wurde jedoch bereits im Herbst 1962 wieder abberufen, da es von Seiten der Botschaftsleitung massive Kritik an ihm gegeben hatte. Zum 31. Oktober 1962 wurde der 49-Jährige daraufhin aus dem aktiven Wehrdienst in die Reserve versetzt.
Für Böhme wurde beim Rat des Bezirkes Karl-Marx-Stadt eine Stelle gefunden, er bekleidete bis 1967 die Funktion eines Stellvertreters für Inneres des Vorsitzenden des Rates des Bezirkes Karl-Marx-Stadt. Anschließend nahm er bis zu seiner Verrentung 1976 wieder eine Tätigkeit bei der Wismut auf; er arbeitete dort als Abteilungsleiter. Schon während dieser Zeit und weiterhin als Rentner wirkte Böhme über 20 Jahre als Vorsitzender der Kommission zur Betreuung alter verdienter Parteimitglieder der Gebietsleitung Wismut der SED.

## Ehrungen
Die Verleihung der Vaterländischen Verdienstorden verlief planmäßig, mit den seiner Stellung entsprechenden Wartezeiten von einer Stufe zur nächsten:
- 1957: Vaterländischer Verdienstorden in Bronze[2]
- 1971: Vaterländischer Verdienstorden in Silber[3]
- 1978: Kampforden „Für Verdienste um Volk und Vaterland“ in Gold[4]
- 1983: Vaterländischer Verdienstorden in Gold[5]
- 1988: Ehrenspange zum Vaterländischen Verdienstorden in Gold[6]

## Weblink
- Bernd-Rainer Barth; Helmut Müller-Enbergs: Kurt Böhme. In: Wer war wer in der DDR? 5. Ausgabe. Band 1. Ch. Links, Berlin 2010, ISBN 978-3-86153-561-4.